# 오노 하루카
오노 하루카(일본어: 小野 晴香, 1987년 11월 24일 - )는 일본 여성 아이돌 그룹 SKE48의 멤버이다. 오이타현 오이타시 출신이다. Dressers 소속.
2012년 3월 4일에 본인의 제의에 의해 졸업하는 것을 발표했으며, 동년 3월 31일에 마노 하루카와 야마다 에리카와 SKE48를 졸업하였다.

## 참가 유닛곡
- 1집 무대

「파티가 시작돼」공연
- 키스는 안돼요

2nd Stage 「손을 붙잡으면서」공연
이 가슴의 바코드